# Транспорт Донецька
Транспорт Донецька — система транспортного обслуговування у м. Донецька, яка включає основні види міського, залізничного та повітряного транспорту.

## Міський транспорт

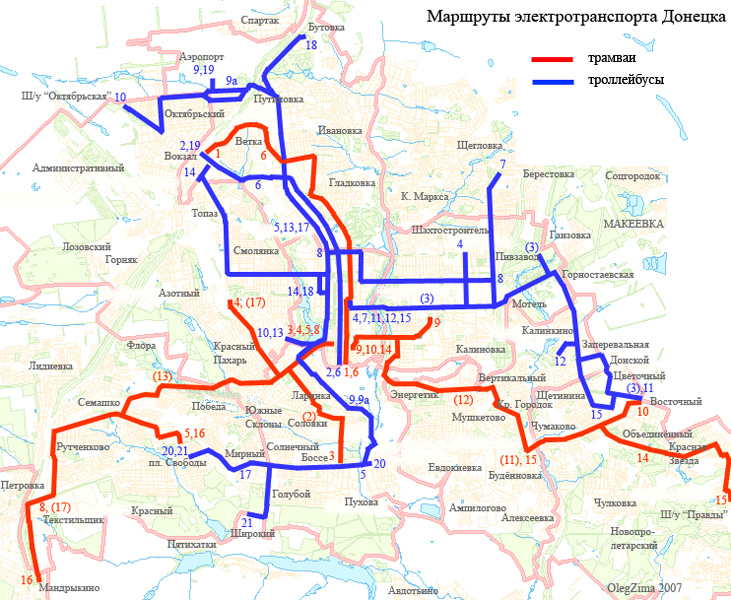
Трамвайні та тролейбусні маршрути

Основні види міського транспорту в Донецьку: трамваї, тролейбуси, автобуси та маршрутні таксі. У місті 10 трамвайних маршрутів загальною протяжністю 130 км і 19 тролейбусних маршрутів протяжністю 188 км, 115 маршрутів бусів. До складу Донецького трамвайно-тролейбусного управління входять 2 тролейбусних і 2 трамвайних депо. Також, у Донецьку зареєстровано 32 служби таксі.
Автовокзали та приміські автостанції: автовокзал «Південний» обслуговує маршрути в південному, західному і східному напрямках, автостанція «Центр» — у напрямку на Мар'їнку та Вугледар (до 2006 року включно, у 2007 році маршрути в напрямку на Мар'їнку та Вугледар перенесені на автовокзал «Південний»), автостанція «Критий ринок» — північні та східні напрямки, автовокзал «Західний» на Червоноармійському шосе — північний та північно-західний напрямки.
Роботу міського транспорту контролює Донецьке міське комунальне підприємство «Донміськпастранс».

## Залізничний транспорт
Головний залізничний вокзал Донецька на станції Донецьк, знаходиться в північній частині міста, у Київському районі. Біля станції є Музей історії й розвитку Донецької залізниці (Депо Юзово).

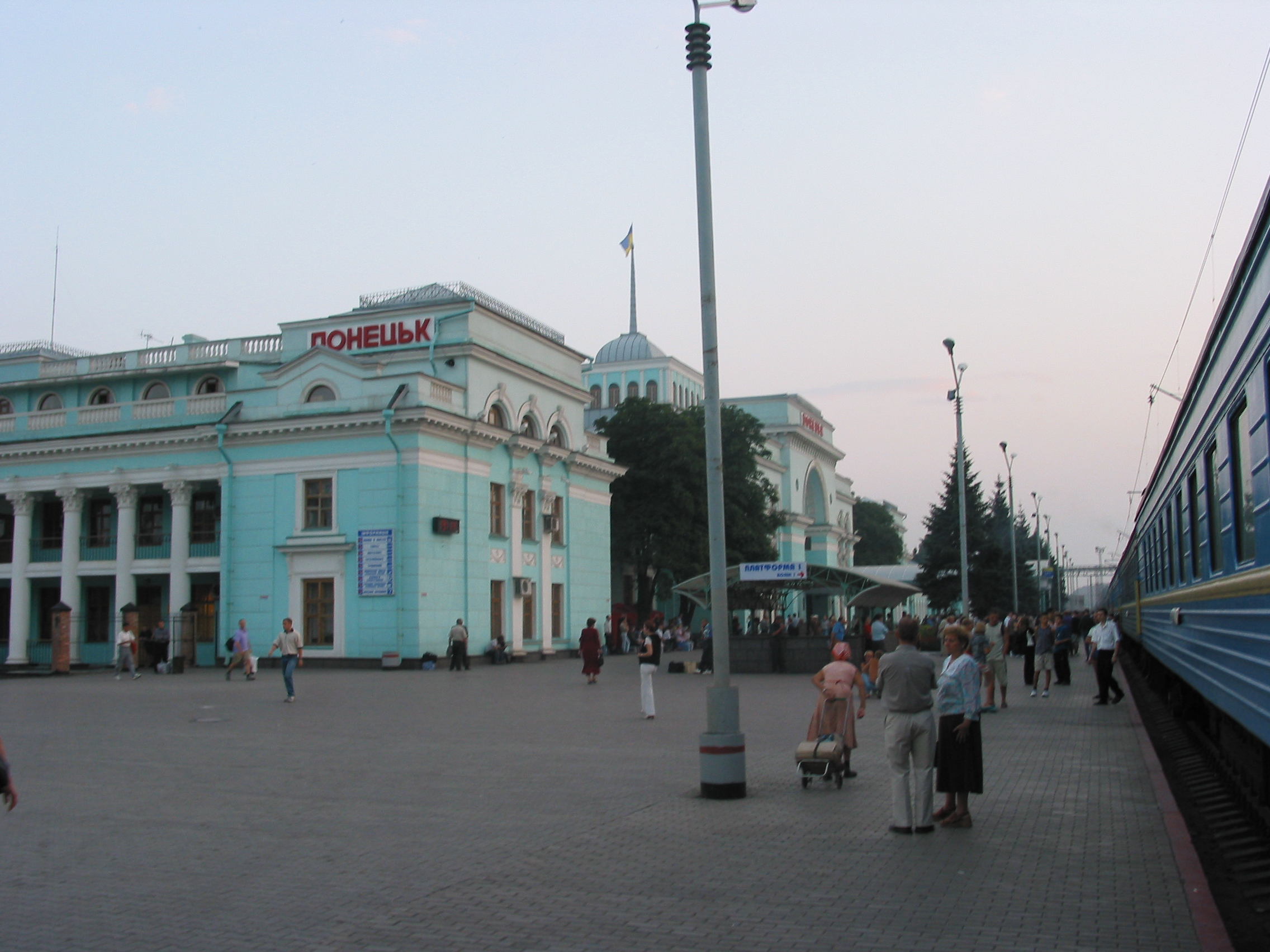
Залізничний вокзал
станції Донецьк

Інші станції: Рутченкове (у Кіровському районі — Маріупольський та Курахівський напрямок); Мандрикине (у Петровському районі — Маріупольський напрямок); Мушкетове (у Будьонівському районі — Іловайський напрямок).
У місті працює Дитяча Донецька залізниця імені В. В. Приклонського.

### Історія
У 1876 році імперія призначила конкурс на будівництво Донецької кам'яновугільної залізниці. Здобувачі зобов'язані були надати проект і кошторис. Переміг Сава Мамонтов, який і став головою правління товариства Донецької залізниці. Пізніше була побудована Донецько-Маріупольська гілка, яка з'єднала Донецький вугільний басейн з Маріупольським портом.
У 1880—1881 роках Сава Мамонтов замовив Віктору Васнєцову три картини для кабінету правління Донецької залізниці. Васнєцов написав «Три царівни підземного царства», «Килим-літак» та «Битва скіфів зі слов'янами». Картина «Три царівни підземного царства» уособлює багатство надр Донбасу, для чого трохи змінений сюжет казки — на ній зображена царівна кам'яного вугілля. Члени правління не прийняли роботи Васнєцова на казкову тему як недоречні для службового приміщення.
У 1882 році будівництво Донецької кам'яновугільної залізниці повністю завершилося, після чого вона була викуплена державою.

## Автомобільний транспорт
Біля Донецька пролягає європейський маршрут — частина єдиної європейської транспортної системи, автомобільна дорога класу A — E50 (Брест — Ренн — Ле-Ман — Париж — Реймс — Мец — Саарбрюккен — Мангайм — Гайльбронн — Нюрнберг — Роздадов — Плзень — Прага — Їглава — Брно — Тренчин — Пряшів — Вишнє Німецьке — Ужгород — Мукачеве — Стрий — Тернопіль — Хмельницький — Вінниця — Умань — Кропивницький — Дніпро — Донецьк — Ростов-на-Дону — Армавір — Мінеральні Води — Махачкала).
Через Донецьк проходить міжнародний автомобільний шлях М04 (Знам'янка — Луганськ — Ізварине ... на Волгоград через Дніпро, Донецьк).
Також через Донецьк проходять національні автомобільні шляхи Н15 (Запоріжжя — Донецьк);   М20 (Слов'янськ — Донецьк — Маріуполь);   Н21 (Старобільськ — Луганськ — Хрустальний — Макіївка — Донецьк). 

## Аеропорт
Наразі аеропорт зруйнований російсько-терористичними формуваннями, т. з. ДНР.

Світлини донецького аеропорту
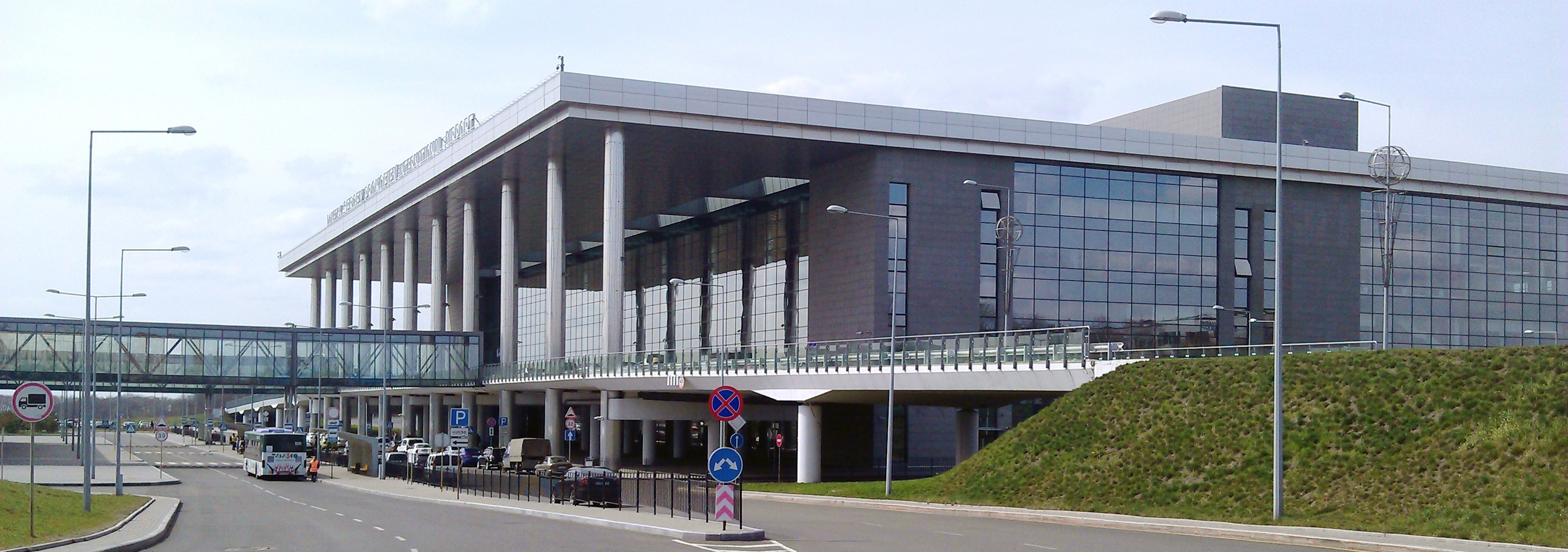
Донецький аеропорт до початку бойових дій
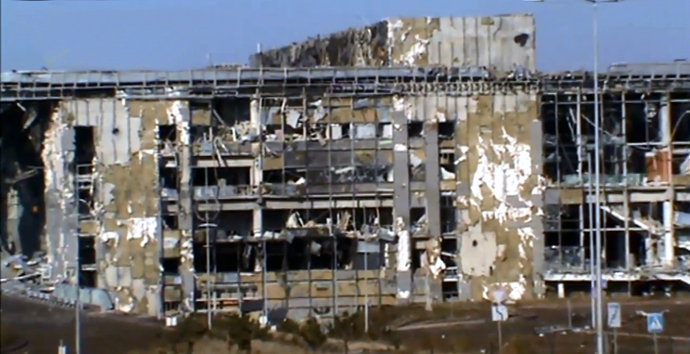
Руїни 'нового' терміналу, жовтень 2014

## Метро

Схема метрополітену який починали будувати

Будівництво розпочато у 1993 році, запуск першої лінії планувався на 2005, але через систематичну нестачу фінансування терміни проекту постійно відкладаються.
Передбачається, що першою гілкою метро буде «Пролетарсько-Київська», яка буде складатися з 10 км залізничного полотна й комунікацій (4 км з яких на поверхні, 6 км — під землею), шести станцій, депо та інженерного корпусу. Всього заплановано три окремі лінії й понад 30 станцій: «Пролетарсько-Київська» лінія (довжина 21 км, 2 електродепо), «Петровсько-Червоногвардійська» (довжина 25 км), «Гірницько-Макіївська» лінія (довжина 20 км). Дві лінії зв'яжуть Донецьк з Макіївкою.